# 디어드리 매클로스키
디어드리 매클로스키(Deirdre McCloskey, 1942년 9월 11일 ~ )는 미국의 경제학자이다. 50대에 여성으로 성전환 수술을 받았다. 일리노이 대학교 시카고의 교수이다.
2007년 10월부터 매클로스키는 6개의 명예 박사 학위를 받았다. 2013년에 그녀는 인류 성취와 번영의 발전을 이끈 역사적 요인을 조사한 공로로 경쟁 기업 연구소(Competitive Enterprise Institute) 로부터 줄리안 L. 사이먼 기념상(Julian L. Simon Memorial Award)을 받았다. 그녀의 주요 연구 관심 분야에는 현대 세계의 기원, 경제학 및 기타 과학에서의 통계적 중요성의 오용, 자본주의 연구 등이 있다.
1968년에 매클로스키는 시카고 대학교의 경제학 조교수가 되었고, 1973년 경제학 부교수가 되었으며, 1975년 종신직을 거쳐 1979년 역사학 부교수가 되었다 시카고에서 활동한 매클로스키는 경제사에서 계량경제사 혁명에 기여했으며 여러 세대에 걸쳐 선도적인 경제학자들을 가르친 시카고 가격 이론  책으로 정점에 이르렀다. 1979년 시카고에서 웨인 부스의 제안으로 그녀는 경제학 수사학 연구에 관심을 돌렸다. 1980년에 시카고를 떠나 아이오와 대학교로 가서 1999년까지 가르쳤으며 1984년에 John F. Murray 경제학 석좌교수로 임명되었다.

다양한 분야에서 16권의 책과 거의 400편의 기사를 저술했다. 2000년에 아이오와를 떠나 시카고에 있는 일리노이 대학교로 옮겼다. 주요 공헌은 영국의 경제사 (19세기 무역, 현대사, 중세 농업에 초점을 맞췄음), 역사적 탐구의 수량화, 경제학의 수사학, 인문과학의 수사학, 경제 방법론에 있었다.